# Falkland Palace
Falkland Palace è un antico palazzo reale dei re scozzesi, situato a Falkland, nel Fife. È gestito dal National Trust for Scotland e aperto al pubblico.

## Storia
La Corona scozzese acquistò il Castello di Falkland dai MacDuff di Fife nel XIV secolo. Nel 1402 il duca Robert Stewart vi imprigionò suo nipote David Stewart, Duca di Rothesay, figlio maggiore del re Roberto III di Scozia, che morì di fame e trascuratezza.
Tra 1501 e 1541 i re Giacomo IV e Giacomo V trasformarono il vecchio castello in un lussuoso palazzo reale, uno dei migliori esempi di architettura rinascimentale in Scozia. Giacomo V, già ammalato, morì a Falkland nel dicembre del 1542 dopo la notizia che sua moglie aveva dato alla luce una figlia  - Maria, Regina di Scozia.
Falkland divenne un luogo di riposo molto usato dai monarchi Stuart, che vi praticavano la falconeria e la caccia a cervi e cinghiali nelle foreste circostanti.
Il vicino Myres Castle è la residenza ereditaria dei Royal Macers e Sergeants at Arms che hanno servito al Falkland Castle almeno dal XVI secolo.
La tenuta fu utilizzata come ritiro anche dopo l'Unione delle Corone, da Giacomo VI e I dove in una delle occasioni nacque Elisabetta Stuart, da Carlo I e da Carlo II.
L'esercito invasore di Cromwell incendiò il palazzo, che cadde velocemente in rovina. Nel 1887 John Crichton-Stuart, III marchese di Bute iniziò il restauro del palazzo.
I Crichton-Stuart, eredi del palazzo, al tempo guidati dal Quinto Marchese di Bute decisero all'inizio degli anni cinquanta, di affidarlo alle cure del National Trust for Scotland, pur rimanendo di proprietà della famiglia.

## Descrizione

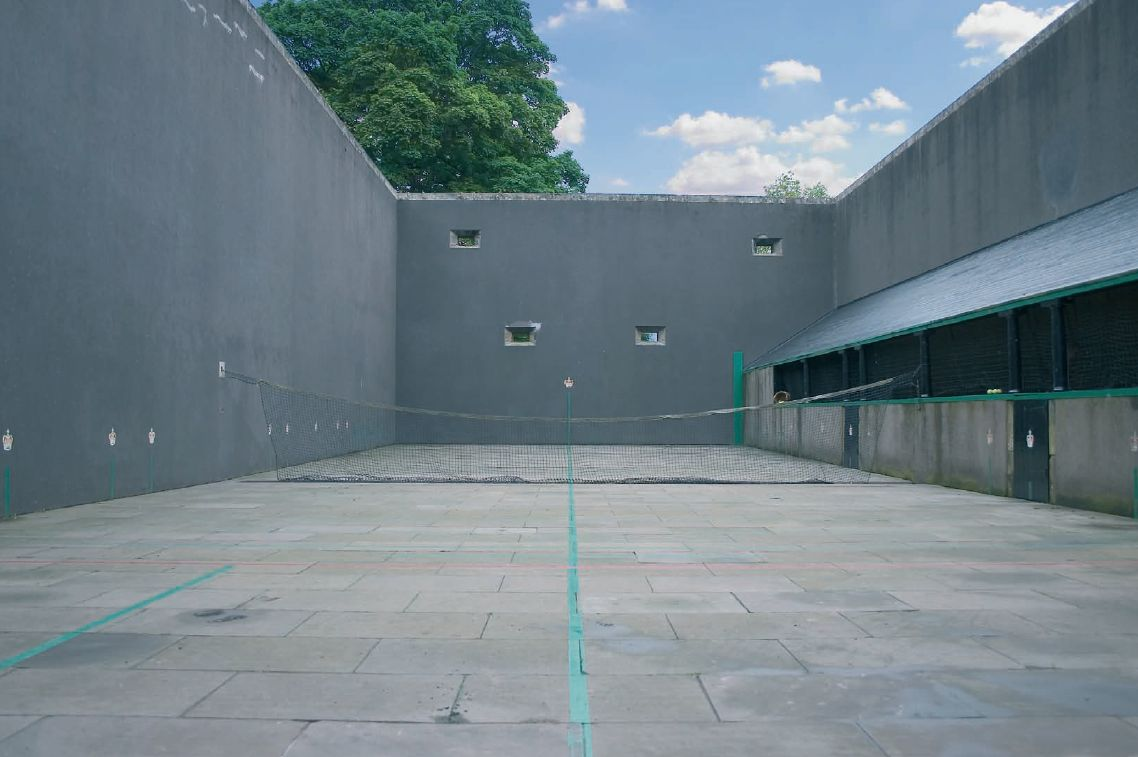
Real tennis court

L'ala sud contiene la Cappella Reale, mentre l'ala est la stanza da letto del Re e la stanza della Regina. I visitatori possono anche vedere i Keeper's Apartments nella Gatehouse. Nei giardini si trova il campo di pallacorda, costruito nel 1539, il più antico ancora in uso e sede del Falkland Palace Royal Tennis Club.